# L'uomo che capiva le donne
L'uomo che capiva le donne (The Man Who Understood Women) è un film del 1959 diretto da Nunnally Johnson, liberamente ispirato al romanzo di Romain Gary Les Couleurs du jour.

## Trama
Un impresario cinematografico trasforma un'attrice di scarsa fortuna, ma armata di una grande volontà in una stella di prima grandezza e alla fine la sposa, la carriera decolla, ma il matrimonio un po' meno.